# Mercedes de Jesús Egido
Mercedes de Jesus Egido (ur. 29 marca 1935 w Salamance; zm. 3 sierpnia 2004 w Alcázar de San Juan) – hiszpańska zakonnica, służebnica Boża Kościoła katolickiego.

## Życiorys
Wstąpiła do Zakonu Niepokalanego Poczęcia w dniu 25 października 1953 roku, a w dniu 27 kwietnia 1954 roku złożyła śluby czasowe. 12 maja 1955 roku złożyła śluby zakonne. 8 września 1996 roku została członkinią zakonu. Zmarła 3 sierpnia 2004 roku w klasztorze Alcazar de San Juan w opinii świętości. Obecnie trwa jej proces beatyfikacyjny.